# Роздольненська сільська рада (Каховський район)
Роздо́льненська сільська́ ра́да — адміністративно-територіальна одиниця та орган місцевого самоврядування в Каховському районі Херсонської області. Адміністративний центр — село Роздольне.

## Загальні відомості
Роздольненська сільська рада утворена в 1921 році.
- Територія ради: 35,1 км²
- Населення ради: 2 482 особи (станом на 2001 рік)

## Населені пункти
Сільській раді підпорядковані населені пункти:
- с. Роздольне
- с. Вільна Україна

## Склад ради
Рада складається з 20 депутатів та голови.
- Голова ради:

### Керівний склад попередніх скликань
| Прізвище, ім'я, по батькові | Основні відомості                      | Дата обрання | Дата звільнення |
| --------------------------- | -------------------------------------- | ------------ | --------------- |
| Величенко Тетяна Леонідівна | Сільський голова, 1954 року народження | 26.03.2006   | 31.10.2010      |

Примітка: таблиця складена за даними сайту Верховної Ради України

### Депутати
За результатами місцевих виборів 2010 року депутатами ради стали:

#### За суб'єктами висування
| Суб'єкт висування                                       | Кількість обраних депутатів | %  |
| ------------------------------------------------------- | --------------------------- | -- |
| Партія регіонів                                         | 10                          | 50 |
| Політична партія Всеукраїнське об'єднання «Батьківщина» | 7                           | 35 |
| Комуністична партія України                             | 2                           | 10 |
| Самовисування                                           | 1                           | 5  |

#### За округами
| № округу                                                | Прізвище, ім'я, по батькові            | Дата визнання обраним | Освіта  | Партійна приналежність                        | Відомості про обраного депутата                                               |
| ------------------------------------------------------- | -------------------------------------- | --------------------- | ------- | --------------------------------------------- | ----------------------------------------------------------------------------- |
| Комуністична партія України                             |                                        |                       |         |                                               |                                                                               |
| 6                                                       | Давиденко Вікторія Олександрівна       | 04.11.2010            | вища    | позапартійна                                  | Каховський територіальний центр, соціальний працівник                         |
| 10                                                      | Головатюк Володимир Мефодійович        | 04.11.2010            | вища    | позапартійний                                 | Роздольненська сільська рада, старший інспектор з питань охорони правопорядку |
| Партія регіонів                                         |                                        |                       |         |                                               |                                                                               |
| 1                                                       | Князькіна Таїсія Олександрівна         | 04.11.2010            | середня | член Партії регіонів                          | Приватне підприємство «Фаворит», охоронець                                    |
| 2                                                       | Федунь Олена Іллівна                   | 04.11.2010            | вища    | член Партії регіонів                          | Каховський територіальний центр, соціальний працівник                         |
| 3                                                       | Дудар Олексій Леонідович               | 04.11.2010            | вища    | член Партії регіонів                          | Приватне підприємство «Фаворит -III», начальник цеху фруктосховища            |
| 5                                                       | Барабаш Людмила Анатолівна             | 04.11.2010            | вища    | член Партії регіонів                          | приватний підприємець                                                         |
| 9                                                       | Сабадош Ірина Ярославівна              | 04.11.2010            | середня | член Партії регіонів                          | тимчасово не працює                                                           |
| 11                                                      | Керезвас Сергій Павлович               | 04.11.2010            | вища    | член Партії регіонів                          | Приватне підприємство «Фаворит -III», агроном                                 |
| 13                                                      | П'ятигорець Віктор Семенович           | 04.11.2010            | вища    | член Партії регіонів                          | Приватне підприємство «Фаворит -III», головний механік                        |
| 16                                                      | Троян Любов Федорівна                  | 04.11.2010            | вища    | член Партії регіонів                          | Роздольне ська сільська рада, спеціаліст військово — облікового столу         |
| 18                                                      | Степанян Савел Гришаєвич               | 04.11.2010            | вища    | член Партії регіонів                          | Фермерське господарство «ЮКАС+Т», директор                                    |
| 20                                                      | Шпагін Дмитро Миколайович              | 04.11.2010            | вища    | член Партії регіонів                          | Управління водного господарства, машиніст                                     |
| Політична партія Всеукраїнське об'єднання «Батьківщина» |                                        |                       |         |                                               |                                                                               |
| 4                                                       | Ілліч-Цегельник Світлана Володимирівна | 04.11.2010            | вища    | позапартійна                                  | Сільський будинок культури, директор                                          |
| 7                                                       | Живкова Тетяна Михайлівна              | 04.11.2010            | вища    | член Всеукраїнського об'єднання «Батьківщина» | Магазин «Агат», продавець                                                     |
| 12                                                      | Голубенко Наталія Володимирівна        | 04.11.2010            | вища    | позапартійна                                  | Яслі — садок «Яблунька», завідувачка                                          |
| 14                                                      | Зотов Артем Миколайович                | 04.11.2010            | середня | член Всеукраїнського об'єднання «Батьківщина» | тимчасово не працює                                                           |
| 15                                                      | Годороже Олена Никифорівна             | 04.11.2010            | середня | член Всеукраїнського об'єднання «Батьківщина» | Каховський територіальний центр, соціальний працівник                         |
| 17                                                      | Зотова Тетяна Валентинівна             | 04.11.2010            | вища    | член Всеукраїнського об'єднання «Батьківщина» | Роздольне ська сільська рада, спеціаліст з соціального захисту                |
| 19                                                      | Орловська Світлана Вікторівна          | 04.11.2010            | середня | позапартійна                                  | пенсіонер                                                                     |
| Самовисування                                           |                                        |                       |         |                                               |                                                                               |
| 8                                                       | Шаповал Юлія Анатоліївна               | 04.11.2010            | вища    | позапартійна                                  | Приватне підприємство «Фаворит-III», помічник агронома                        |